# Świtka

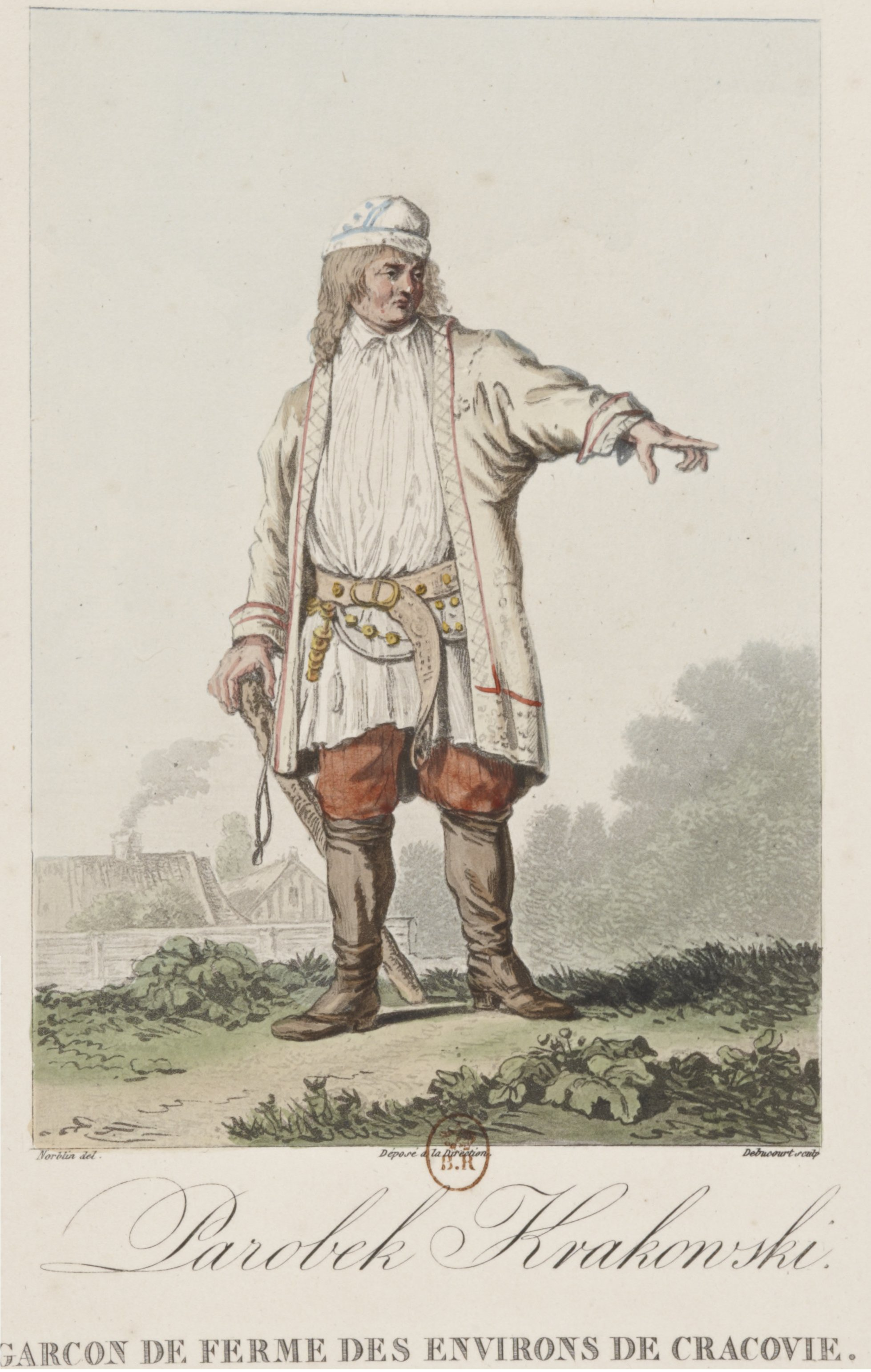
Młody parobek w świtce (grafika J.P. Norblina, 1817)

Świtka (z ukr.), siermięga – wierzchnia odzież wieśniacza z grubego materiału, noszona także przez szlachtę zagrodową (zaściankową).
Była okryciem w postaci kurtki z płótna lub sukna o długich rękawach, noszonym przez chłopów polskich na ziemiach wschodnich od XVI do pierwszej połowy XX wieku. Niekiedy utożsamiana z sukmaną. O zróżnicowanej długości, sięgająca do kolan lub połowy ud, była symboliczną oznaką prostoty i biedy.